# Robert Whitaker
Robert Whitaker es un periodista y escritor estadounidense. Whitaker escribe sobre medicina y ciencia; está especializado en historia de la medicina, historia de la psiquiatría, ensayos clínicos y psicofármacos.
Es conocido por sus libros 'Locura en Estados Unidos: mala ciencia, mala medicina y maltrato duradero de los enfermos mentales' (Mad in America: Bad Science, Bad Medicine, and the Enduring Mistreatment of the Mentally Ill) de 2002 y 'Anatomía de una epidemia: Medicamentos psiquiátricos y el asombroso aumento de las enfermedades mentales' (Anatomy of an Epidemic: Magic Bullets, Psychiatric Drugs, and the Astonishing Rise of Mental Illness in America) de 2010.
Su último libro publicado en 2015, junto a Lisa Codgrove, es 'Psychiatry Under The Influence: Institutional Corruption, Social Injury, and Prescriptions for Reform'.

## Biografía
En 1972, Robert Whitaker viajó a España acompañado de su íntimo amigo Richard Vaughan, profesor de inglés y empresario de origen estadounidense. Whitaker vivió en Madrid y otras ciudades entre agosto de 1972 y junio de 1973. A su regreso a Estados Unidos, y durante más de cinco años, trabajó como taxista en Nueva York mientras dedicaba su tiempo libre a escribir novelas. 
Whitaker trabajó como escritor médico en el periódico Albany Times Union de Albany, New York desde 1989 a 1994. En 1992 trabajó como periodista científico (Knight Science Journalism Fellowships) en el MIT (Massachusetts Institute of Technology. Después fue director de publicaciones de la 'Escuela de Medicina de Harvard' (Harvard Medical School). En el año 1994, cofundó la editorial CenterWatch, con el objetivo de cubrir la industria de los ensayos clínicos farmacéuticos. La editorial fue adquirida en 1998 por Medical Economics, una división de la gran empresa editorial The Thomson Corporation.
En 2002, el periódico 'USA Today' publicó el artículo de Whitaker Los medicamentos pueden dificultar la recuperación ("Mind drugs may hinder recovery") en su sección de opinión/editorial.
En 2004, Whitaker publicó un artículo en la revista sin revisión por pares 'Medical Hypotheses', titulado El caso contra los medicamentos antipsicóticos: un registro de 50 años haciendo más daño que bien ("The case against antipsychotic drugs: a 50-year record of doing more harm than good". En 2005 publicó el artículo Anatomía de una epidemia: Medicamentos psiquiátricos y el sorprendente aumento de las enfermedades mentales en Estados Unidos (Anatomy of an Epidemic: Psychiatric Drugs and the Astonishing Rise of Mental Illness in America) en la revista con revisión por pares 'Ethical Human Psychology and Psychiatry'. En su libro Anatomía de una epidemia, publicado en 2010, Whitaker amplia y desarrolla dicha investigación.

### Locura en Estados Unidos-Mad in America
En 2001, escribió su primer libro "Mad in America" (La locura en Estados Unidos) sobre investigación psiquiátrica y medicamentos, temas habituales en sus anteriores trabajados periodísticos publicados, entre otros en el 'Boston Globe' . Apareció en la película Toma estas alas rotas. Recuperación de la esquizofrenia sin medicación ("Take These Broken Wings: Recovery from Schizophrenia Without Medication"), estrenada en 2008; una película que detalla los problemas de la administración de medicamentos para la esquizofrenia.

### Anatomía de una epidemia-Anatomy of an Epidemic
El libro de 2010 Anatomy of an Epidemic: Magic Bullets, Psychiatric Drugs, and the Astonishing Rise of Mental Illness in America (publicado en español en 2015 con el título Anatomía de una epidemia. Medicamentos psiquiátricos y el asombroso aumento de las enfermedades mentales) recibió en 2010 el premio al mejor libro de investigación periodística del IRE (Investigative Reporters and Editors). El libro investiga por qué el número de pacientes con enfermedades mentales en Estados Unidos que reciben SSI o SSDI (ayudas económicas por enfermedad y discapacidad) sigue aumentando, a pesar de la llamada "revolución psicofarmacológica" que afirma que es muy eficaz en el tratamiento de las enfermedades mentales. La tesis principal de Whitaker es que los psicofármacos funcionan bien para frenar los síntomas agudos pero, sin embargo, los pacientes que reciben tratamientos prolongados a menudo terminan con más discapacidades de las que comenzaron. Whitaker señala que a pesar de los pésimos resultados de varios estudios históricos en la década de 1970, en la década de 1980 las compañías farmacéuticas como Eli Lily, junto con la American Psychiatric Association (Asociación Psiquiátrica Estadounidense) comenzaron a impulsar más agresivamente la segunda generación de antidepresivos y antipsicóticos en pacientes psiquiátricos. Muchos psiquiatras académicos prominentes trabajaron como líderes de opinión claves para las compañías farmacéuticas, y fueron compensados con millones de dólares.: 322 
Whitaker argumenta que la psiquiatría siempre ha buscado psicofármacos, para emular la precisión y eficacia de los antibióticos, para utilizarlos si fueran “balas mágicas” para eliminar la enfermedad mental. Sin embargo, numerosos estudios clínicos publicados desde hace más de 50 años revelan un hecho sorprendente: en muchas ocasiones, los fármacos psiquiátricos empeoran la enfermedad mental y tienen efectos graves como daño hepático, aumento de peso, colesterol y aumento de azúcar en la sangre. Aún no se conoce qué causas concretas (biológicas, psicológicas o sociales) producen las enfermedades mentales y por lo tanto no hay cura o tratamiento paliativo evidente y contrastado en la persistente administración de drogas psiquiátricas. Los efectos de la medicación a largo plazo son nefastos y discapacitan a los enfermos que han aumentado en las últimas décadas como si de una epidemia se tratara. No está probado que los trastornos mentales se deban a alteraciones químicas del cerebro por lo que administrar psicofármacos de manera prolongada para 'corregir' esas alteraciones no se debería considerar una buena práctica médica.

### Psychiatry Under The Influence
En el libro, publicado en 2015, Psychiatry Under the Influence Whitaker investiga la influencia del dinero farmacéutico y los intereses del gremio psiquiátrico que habrían llevado a la corrupción a la American Psychiatric Association y a la psiquiatría académica durante al menos los últimos 35 años. En el libro Whitaker va documentando paso a paso como se engañaba al público estadounidense sobre los conocimientos reales acerca de la biología de los trastornos mentales, sobre la validez y certeza en los diagnósticos psiquiátricos así como sobre la seguridad y eficacia de los psicofármacos. R. Whitaker exponde sus investigaciones sobre dos claras causas que han corrompido la psiquiatría en general y específicamene la psiquiatría estadounidense: la expansión constante de los límites diagnósticos así como la creación de pautas sesgadas en la práctica clínica. Esta corrupción, según el autor, habría conducido a medio y largo plazo a perjuicios mentales y físicos así como a consecuencias sociales, laborales y económicas significativas a los pacientes tratados ante la falta de consentimiento informado con respecto al uso de medicamentos psiquiátricos y a la patologización de las conductas normales en niños y adultos.

## Premios y honores
- 1998 - Premio George Polk (George Polk Award) de los Escritores Médicos ('Medical Writing') por los artículos que Whitaker coescribió  por Escritura Médica.[24]
- 1998 - Premio Science in Society Journalism Award por el mejor artículo de revista de la National Association of Science Writers.[25]
- 1999 - Finalista en el Pulitzer Prize for Public Service por una serie de artículos coescritos del año 1998 sobre investigación psiquiátrica en el Boston Globe.[26]
- 2011 - Premio al mejor libro de investigación periodística de 2010 por Anatomía de una epidemia del IRE (Investigative Reporters and Editors). "...este libro proporciona una exploración en profundidad de los estudios médicos y científicos, intercalado con casos individuales. Al final, Whitaker destroza los presupuestos básicos de la sabiduría convencional en tratamiento de la enfermedad mental con psicofármacos".[27]

## Publicaciones

### Libros de Robert Whitaker
- 2001- Mad In America: Bad Science, Bad Medicine, and The Enduring Mistreatment of the Mentally Ill, Perseus Publishing, December 24, ISBN 0-7382-0385-8
- 2004 - The Mapmaker's Wife:  A True Tale of Love, Murder, and Survival in the Amazon, Basic Books, April 13, ISBN 0-7382-0808-6
- 2008 - On the Laps of Gods: The Red Summer of 1919 and the Struggle for Justice That Remade a Nation, Crown, June 10, ISBN 0-307-33982-3
- 2010 - Anatomy of an Epidemic: Magic Bullets, Psychiatric Drugs, and the Astonishing Rise of Mental Illness in America, Crown, April 13, ISBN 978-0-307-45241-2
  - 2015 - Anatomía de una epidemia. Medicamentos psiquiátricos y el asombroso aumento de las enfermedades mentales (trad. José Manuel Álvarez Flórez), Capitán Swing, ISBN 978-84-943816-7-6.[1]
- 2015 - Psychiatry Under The Influence: Institutional Corruption, Social Injury, and Prescriptions for Reform, Palgrave Macmillan, by Robert Whitaker (Author), Lisa Cosgrove (Author) Paperback – April 23, 2015, ISBN 978-1137506924

### Otras lecturas relacionadas
- Daniel J. Luchins (19 de junio de 2002), «Mental Illness», Journal of the American Medical Association, Review of Mad in America: Bad Science, Bad Medicine, and the Enduring Mistreatment of the Mentally Ill 287 (23): 3149-3150, doi:10.1001/jama.287.23.3149.
- ""Anatomy of an Epidemic": The hidden damage of psychiatric drugs", Salon, Jed Lipinski, April 27, 2010
- "Are Prozac and Other Psychiatric Drugs Causing the Astonishing Rise of Mental Illness in America?", AlterNet, Bruce E. Levine, April 28, 2010
- Whitaker, Robert (2007). Preface to: Peter Stastny & Peter Lehmann (Eds.), Alternatives Beyond Psychiatry (pp. 9–10). Berlín / Eugene / Shrewsbury: Peter Lehmann Publishing. ISBN 978-0-9545428-1-8 (UK), ISBN 978-0-9788399-1-8 (USA).
- Whitaker, Robert (2007). Vorwort zu: Peter Lehmann & Peter Stastny (Hg.), Statt Psychiatrie 2 (S. 9-10). Berlín / Eugene / Shrewsbury: Antipsychiatrieverlag. ISBN 978-3-925931-38-3.